# Phil Chambers
Horace Phillip Phil Chambers (Contea di Los Angeles, 16 giugno 1916 – Los Angeles, 16 gennaio 1993) è stato un attore statunitense.
Recitò dal 1953 al 1963 in oltre 30 film e dal 1952 al 1982 in oltre 80 produzioni televisive. Nel corso della sua carriera, fu accreditato anche con il nome Philip Chambers.

## Biografia
Phil Chambers nacque nella contea di Los Angeles il 16 giugno 1916. Fece il suo debutto al cinema e in televisione agli inizi degli anni cinquanta. Partecipò soprattutto produzioni western, sia televisive e cinematografiche.
Per la televisione vanta una lunga serie di partecipazioni a serie televisive. Interpretò tra gli altri, Jed Ransom in cinque episodi della serie Lassie dal 1960 al 1962 (più altri tre episodi con altri ruoli), Doc Harrow in tre episodi della serie Frida nel 1955, il sergente Myles Magruder in 39 episodi della serie The Gray Ghost dal 1957 al 1958 e Jason, l'impiegato dell'hotel, in tre episodi della serie The Andy Griffith Show dal 1960 al 1961 (più un altro episodio con un altro ruolo). Interpretò inoltre numerosi altri personaggi secondari o ruoli da guest star in molti episodi di serie televisive dagli anni cinquanta ai primi anni 80, anche con ruoli diversi in più di un episodio; partecipò, tra l'altro a due episodi di Carovane verso il west, due episodi di Letter to Loretta, due episodi di Lo sceriffo indiano, sette episodi di Tales of Wells Fargo, tre episodi di Perry Mason, tre episodi di Daniel Boone, tre episodi di La grande vallata, 15 episodi di Bonanza, sei episodi di F.B.I. e sette episodi di Gunsmoke.
Il grande schermo lo vide interprete di diversi personaggi, molti non accreditati soprattutto all'inizio della carriera, tra cui il detective Dirksen in Senza scampo del 1954, Mr. Daniels in Ricochet Romance del 1954, Mr. Riley in Orgoglio di razza del 1955, il vice sceriffo Dobbs in La frustata del 1956, Burson in L'ovest selvaggio del 1956, il dottor Paul Stuart in Nel tempio degli uomini talpa del 1956, Luke in Drango del 1957, Roberts in Tormento di un'anima del 1957, il vicesceriffo William Avery in Domani m'impiccheranno del 1959 e lo sceriffo in Scandalo al sole del 1959. Terminò la carriera televisiva interpretando lo sceriffo nell'episodio John Michael Murphy, R.I.P. della serie I ragazzi di padre Murphy che fu mandato in onda il 7 dicembre 1982. Per il grande schermo recitò invece per l'ultima volta nel 1963 quando interpretò un ruolo non accreditato nel film Per soldi o per amore.
Morì a Los Angeles il 16 gennaio 1993.

## Filmografia

### Cinema
- Three Lives (1953)
- L'irresistibile Mr. John (Trouble Along the Way) (1953)
- Prendeteli vivi o morti (Code Two) (1953)
- Il giustiziere (Law and Order) (1953)
- Sangue sul fiume (Powder River) (1953)
- L'amore che c'incatena (Affair with a Stranger) (1953)
- Il traditore di Forte Alamo (The Man from the Alamo) (1953)
- Il grande caldo (The Big Heat) (1953)
- I senza legge (Tumbleweed) (1953)
- Verso il Far West (Overland Pacific) (1954)
- L'assedio di fuoco (Riding Shotgun) (1954)
- La sete del potere (Executive Suite) (1954)
- Al di là del fiume (Drums Across the River) (1954)
- Criminale di turno (Pushover) (1954)
- Senza scampo (Rogue Cop) (1954)
- Cacciatori di frontiera (The Bounty Hunter) (1954)
- Ricochet Romance (1954)
- L'agente speciale Pinkerton (Rage at Dawn) (1955)
- All'ombra del patibolo (Run for Cover) (1955)
- Orgoglio di razza (Foxfire) (1955)
- It's a Dog's Life (1955)
- La frustata (Backlash) (1956)
- L'ovest selvaggio (A Day of Fury) (1956)
- Nel tempio degli uomini talpa (The Mole People) (1956)
- Drango (1957)
- L'amante di mezzanotte (Will Success Spoil Rock Hunter?) (1957)
- Tormento di un'anima (Man on Fire) (1957)
- L'albero della vita (Raintree County) (1957)
- Domani m'impiccheranno (Good Day for a Hanging) (1959)
- Scandalo al sole (A Summer Place) (1959)
- Apache in agguato (Six Black Horses) (1962)
- Per soldi o per amore (For Love or Money) (1963)

### Televisione
- Space Patrol – serie TV, 2 episodi (1952-1953)
- Letter to Loretta – serie TV, 2 episodi (1953-1959)
- General Electric Theater – serie TV, un episodio (1953)
- Lassie – serie TV, 8 episodi (1954-1965)
- The Public Defender – serie TV, un episodio (1954)
- Topper – serie TV, episodio 1x32 (1954)
- Il cavaliere solitario (The Lone Ranger) – serie TV, un episodio (1954)
- Lux Video Theatre – serie TV, 2 episodi (1955-1956)
- Frida (My Friend Flicka) – serie TV, 3 episodi (1955-1956)
- Le leggendarie imprese di Wyatt Earp (The Life and Legend of Wyatt Earp) – serie TV, 2 episodi (1955-1957)
- The George Burns and Gracie Allen Show – serie TV, un episodio (1955)
- Cavalcade of America – serie TV, un episodio (1955)
- The Great Gildersleeve – serie TV, un episodio (1955)
- You Are There – serie TV, 2 episodi (1956-1957)
- Medic – serie TV, un episodio (1956)
- I segreti della metropoli (Big Town) – serie TV, un episodio (1956)
- On Trial – serie TV, 2 episodi (1956)
- The Gray Ghost – serie TV, 39 episodi (1957-1958)
- Schlitz Playhouse of Stars – serie TV, 2 episodi (1957-1958)
- Carovane verso il west (Wagon Train) – serie TV, 2 episodi (1957-1958)
- Tales of Wells Fargo – serie TV, 7 episodi (1957-1962)
- Cheyenne – serie TV, un episodio (1957)
- Code 3 – serie TV, un episodio (1957)
- State Trooper – serie TV, un episodio (1957)
- The Web – serie TV, un episodio (1957)
- Maverick – serie TV, un episodio (1957)
- Perry Mason – serie TV, 3 episodi (1958-1965)
- I racconti del West (Zane Grey Theater) – serie TV, un episodio (1958)
- Pony Express – serie TV, episodio 1x19 (1959)
- Bat Masterson – serie TV, un episodio (1959)
- Il tenente Ballinger (M Squad) – serie TV, un episodio (1959)
- The Californians – serie TV, un episodio (1959)
- Alcoa Presents: One Step Beyond – serie TV, un episodio (1959)
- The Man from Blackhawk – serie TV, un episodio (1959)
- Lo sceriffo indiano (Law of the Plainsman) – serie TV, 2 episodi (1959)
- Disneyland – serie TV, 2 episodi (1960-1961)
- The Andy Griffith Show – serie TV, 4 episodi (1960-1961)
- Gunsmoke – serie TV, 7 episodi (1960-1975)
- Have Gun - Will Travel – serie TV, episodio 3x19 (1960)
- Wichita Town – serie TV, episodio 1x22 (1960)
- Avventure lungo il fiume (Riverboat) – serie TV, un episodio (1960)
- Lawman – serie TV, un episodio (1960)
- Shotgun Slade – serie TV, un episodio (1960)
- The Tall Man – serie TV, un episodio (1960)
- La valle dell'oro (Klondike) – serie TV, episodio 1x16 (1961)
- Bonanza – serie TV, 15 episodi (1962-1969)
- Outlaws – serie TV, episodio 2x22 (1962)
- Margie – serie TV, un episodio (1962)
- Route 66 – serie TV, un episodio (1962)
- Stoney Burke – serie TV, un episodio (1963)
- Ai confini della realtà (The Twilight Zone) – serie TV, un episodio (1963)
- Dakota (The Dakotas) – serie TV, episodio 1x17 (1963)
- La legge del Far West (Temple Houston) – serie TV, un episodio (1963)
- Daniel Boone – serie TV, 3 episodi (1964-1966)
- The Fisher Family – serie TV, un episodio (1964)
- F.B.I. (The F.B.I.) – serie TV, 6 episodi (1965-1971)
- Selvaggio west (The Wild Wild West) - serie TV, episodio 1x01 (1965)
- The Long, Hot Summer – serie TV, un episodio (1965)
- Cavaliere solitario (The Loner) – serie TV, un episodio (1966)
- Shane – serie TV, episodio 1x04 (1966)
- Il fuggiasco (The Fugitive) – serie TV, un episodio (1966)
- Agente 4K2 chiede aiuto (Warning Shot) – film TV (1967)
- Kronos - Sfida al passato (The Time Tunnel) – serie TV, episodio 1x22 (1967)
- La grande vallata (The Big Valley) – serie TV, 3 episodi (1967)
- Gli invasori (The Invaders) – serie TV, un episodio (1967)
- Iron Horse – serie TV, un episodio (1967)
- Il grande teatro del west (The Guns of Will Sonnett) – serie TV, un episodio (1968)
- Al banco della difesa (Judd for the Defense) – serie TV, 2 episodi (1968)
- Gli sbandati (The Outcasts) – serie TV, un episodio (1968)
- Death Valley Days – serie TV, un episodio (1970)
- Mayberry R.F.D. – serie TV, un episodio (1971)
- Kung Fu – serie TV, un episodio (1973)
- Le pazze storie di Dick Van Dyke (The New Dick Van Dyke Show) – serie TV, un episodio (1973)
- Dove corri Joe? (Run, Joe, Run) – serie TV, un episodio (1974)
- The Strange and Deadly Occurrence – film TV (1974)
- Barnaby Jones – serie TV, un episodio (1977)
- Agenzia Rockford (The Rockford Files) – serie TV, un episodio (1979)
- Truck Driver (B.J. and the Bear) – serie TV, un episodio (1979)
- La casa nella prateria (Little House on the Prairie) – serie TV, episodio 8x10 (1981)
- I ragazzi di padre Murphy (Father Murphy) – serie TV, un episodio (1982)